# Maria Crocifissa Costantini
Maria Crocifissa di Gesù, all'anagrafe Faustina Geltrude Costantini (Tarquinia, 18 agosto 1713 – Tarquinia, 15 novembre 1787), è stata una religiosa italiana, cofondatrice delle Monache passioniste.

## Biografia
Nacque a Corneto, oggi Tarquinia, in una famiglia nobile. Ha abbracciato la vita religiosa, entrando, nel 1733, nel monastero benedettino di Santa Lucia. Qui prese i voti nel 1734, prendendo il nome di suor Maria Candida. Secondo i suoi biografi, si sentì disillusa, a causa della mancanza di austerità del monastero.
Seguendo i passi del suo direttore spirituale, Paolo della Croce, fondatore della Congregazione della Passione, María decise di collaborare con la fondazione del ramo femminile del liceo. Così, ritirò dalle benedettine, e, il 3 di maggio di 1771, con la sua nuova professione diede inizio all'istituto religioso delle monache della Congregazione della Passione, più conosciute come monache passioniste. Da allora la religiosa è stata conosciuta come Maria Crocifissa di Gesù. Morì il 15 novembre del 1787. È stata proclamata venerabile il 17 novembre 1982 da Papa Giovanni Paolo II.